# La Passion Van Gogh (film, 2017)
Pour les articles homonymes, voir Van Gogh (homonymie).
Pour plus de détails, voir Fiche technique et Distribution.
La Passion Van Gogh (Loving Vincent) est un film d'animation britannico-polonais de Dorota Kobiela et Hugh Welchman, sorti en 2017. Inspiré par la vie de Vincent van Gogh, il se caractérise par un format inédit : l'animation est effectuée à partir des toiles du peintre lui-même, copiées et modifiées de manière à composer chaque image du film. Le film a été récompensé par plusieurs prix.

## Synopsis
En 1891, à Arles, le facteur Joseph Roulin demande à son fils Armand de remettre une lettre à Théo van Gogh, le frère du peintre Vincent van Gogh qui s'est donné la mort. Armand est très récalcitrant : même si Van Gogh avait peint son portrait quelque temps plus tôt, Armand reste persuadé, comme la plupart des gens, que Vincent van Gogh était un fou plus ou moins dangereux. Armand accepte à contrecœur pour faire plaisir à son père. Mais il apprend que le frère de l'artiste est mort quelques mois plus tard. La mission d'Armand semble ne plus avoir de sens, mais, dans l'intervalle, les premiers éléments qu'il a appris sur la mort du peintre lui ont donné envie d'en savoir plus. Dès lors, Armand se rend à Auvers-sur-Oise pour enquêter sur la vie intime et artistique de Vincent van Gogh.
Les opinions sur le défunt peintre sont des plus tranchées entre ceux qui le croyaient fou et ceux qui voyaient en lui un génie. Chacun a sa version de sa mort et les discordances ne tardent pas à surgir entre les témoins. Plus Armand en apprend, plus les circonstances de la mort de Vincent apparaissent troubles. Armand en vient même à douter de la thèse du suicide. Y a-t-il eu meurtre ? Si oui, qui serait coupable ? Une ancienne maîtresse ? Le docteur Gachet, médecin de Vincent, artiste manqué lui-même, meilleur copieur que peintre, et qui a eu tout à gagner à récupérer les toiles du peintre pour les vendre quand l'œuvre de Vincent a été reconnue à sa juste valeur ? Ou un jeune adolescent attardé mental, potentiellement agressif, qui aurait pu abattre Vincent van Gogh dans le champ où il est parti peindre pour la dernière fois ? Armand n'a plus seulement envie de trouver un nouveau destinataire pour la lettre : il veut comprendre qui était vraiment Vincent van Gogh et comment il est mort.

## Fiche technique
Sauf indication contraire, les informations mentionnées dans cette section peuvent être confirmées par la base de données cinématographiques IMDb,  présente dans la section « Liens externes ».
- Titre original : Loving Vincent

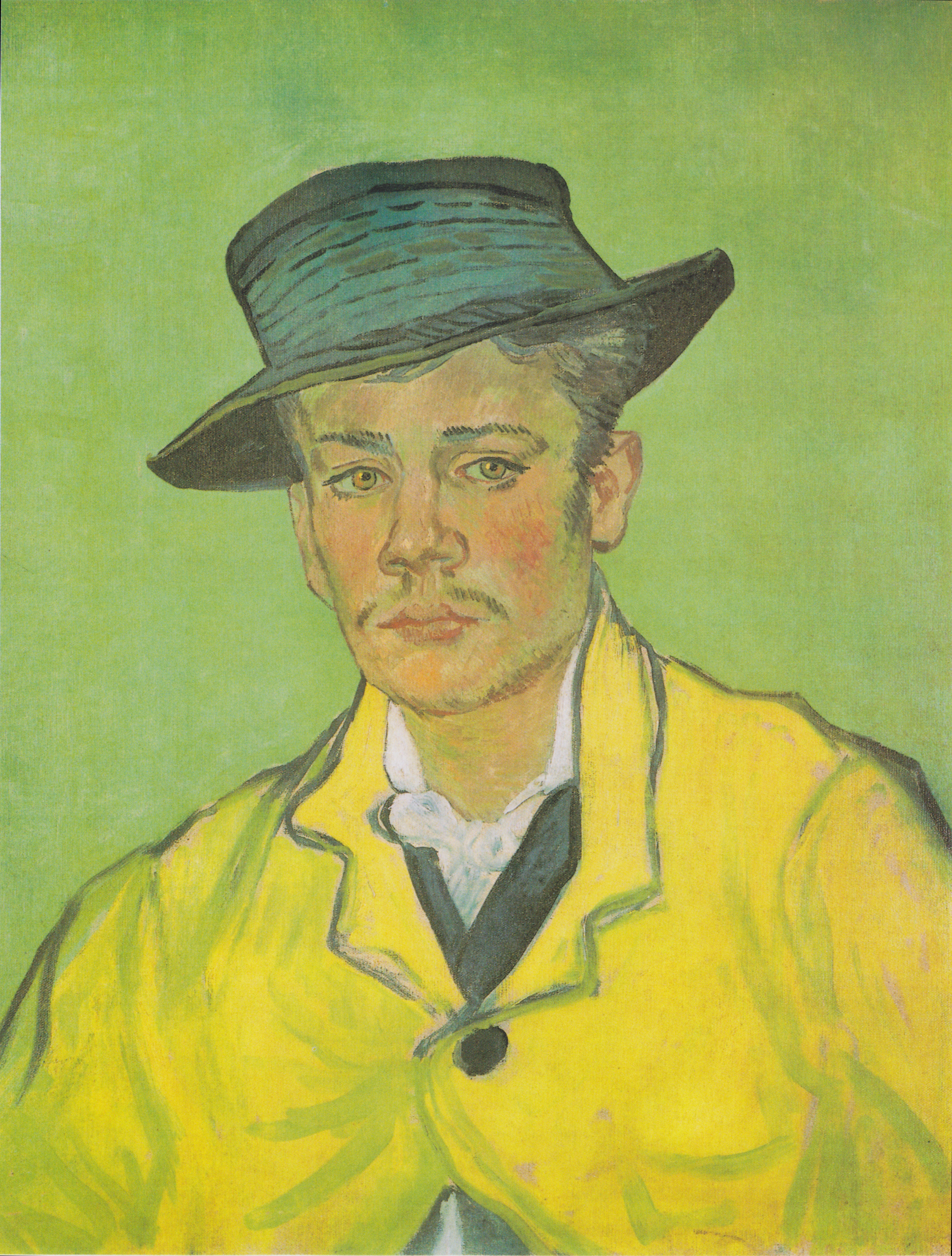
Le Portrait d'Armand Roulin à l'âge de 17 ans (1888) a servi à créer l'apparence d'Armand Roulin dans le film.

- Titre français : La Passion Van Gogh
- Réalisation : Dorota Kobiela et Hugh Welchman
- Scénario : Dorota Kobiela, Hugh Welchman et Jacek Dehnel
- Musique : Clint Mansell
- Direction artistique : Daniela Faggio
- Décors : Matthew Button
- Costumes : Dorota Roqueplo
- Photographie : Tristan Oliver et Łukasz Żal
- Montage : Dorota Kobiela et Justyna Wierszynska
- Production : Sean M. Bobbitt, Ivan Mactaggart et Hugh Welchman
- Sociétés de production : Odra Film, Centrum Technologii Audiowizualnych, BreakThru Productions, Silver Reel et Trademark Films
- Société de distribution : La Belle Company (France)
- Pays d'origine :  Royaume-Uni,  Pologne
- Langue originale : anglais
- Format : couleur
- Genre : animation
- Dates de sortie[1] :
  - France : 12 juin 2017 (Festival international du film d'animation d'Annecy 2017), 11 octobre 2017 (sortie nationale)[2]
  - Royaume-Uni : 13 octobre 2017

## Distribution
- Robert Gulaczyk (VF : François Delaive) : Vincent van Gogh
- Douglas Booth (VF : Pierre Niney) : Armand Roulin
- Jerome Flynn (VF : Gabriel Le Doze) : Dr. Gachet
- Saoirse Ronan (VF : Chloé Berthier) : Marguerite Gachet
- Helen McCrory (VF : Danièle Douet) : Louise Chevalier

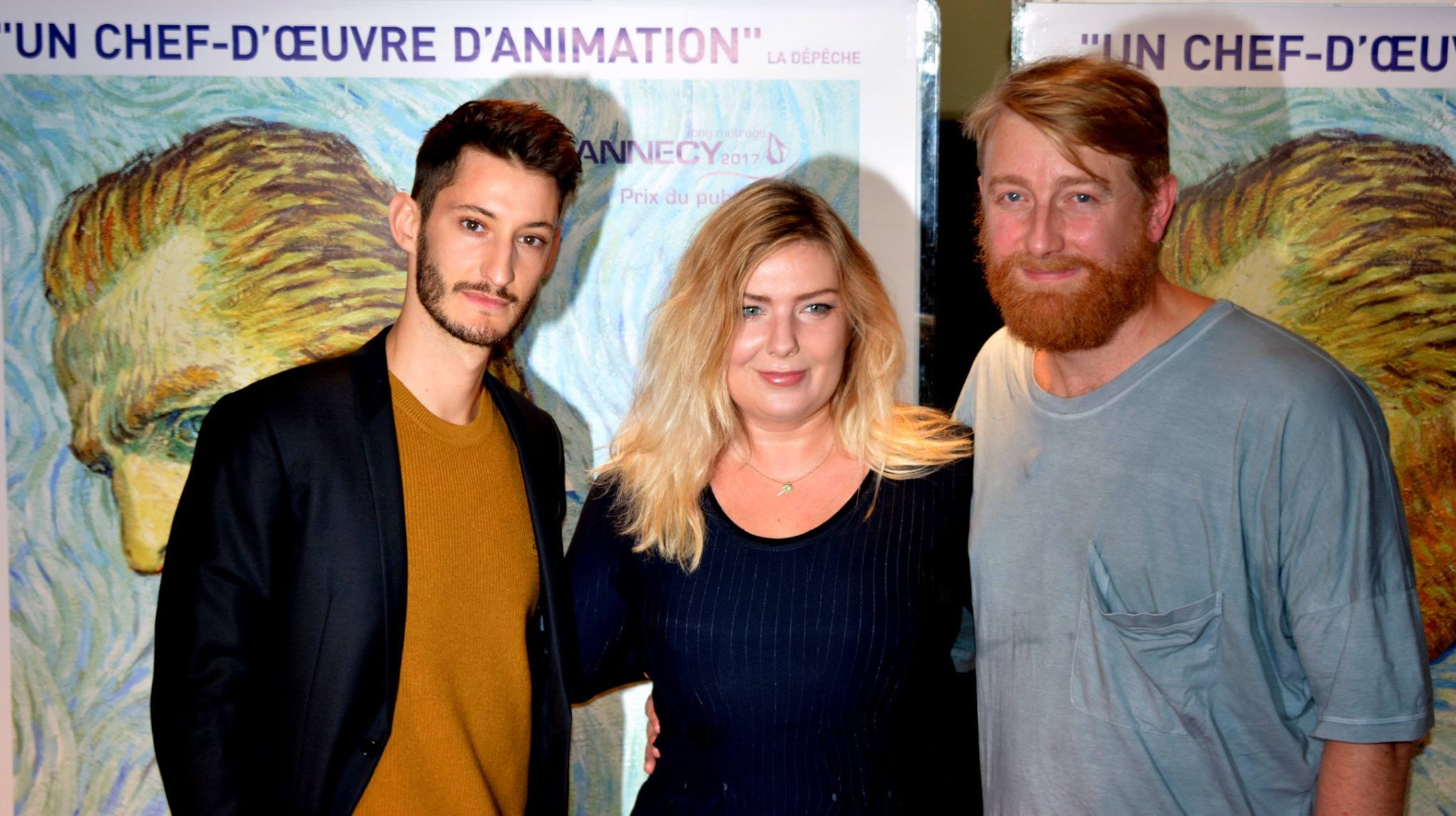
Pierre Niney, Dorota Kobiela et Hugh Welchman à l'avant-première parisienne du film.

- Chris O'Dowd (VF : Gérard Boucaron) : le facteur Joseph Roulin
- John Sessions (VF : Philippe Catoire) : le père Tanguy
- Eleanor Tomlinson (VF : Delphine Rivière) : Adeline Ravoux
- Bill Thomas (VF : Philippe Ariotti) : Dr Mazery
- Aidan Turner (VF : Xavier Fagnon) : le batelier
- Robin Hodges (VF : Guillaume Lebon) : le lieutenant Paul-Eugène Milliet
- Holly Earl : la Mousmé
- James Greene : le vieux paysan
- Cezary Lukaszewicz : Théo van Gogh
- Piotr Pamuła : Paul Gauguin
- Adam Pabudzinski  (VF : Philippe Bozo) : Henri de Toulouse-Lautrec
- Martin Herdman (VF : Boris Rehlinger) : le gendarme Rigaumon

## Genèse du film
L'idée originale du film provient de la peintre et artiste d'animation polonaise Dorota Kobiela.

### Univers visuel et animation

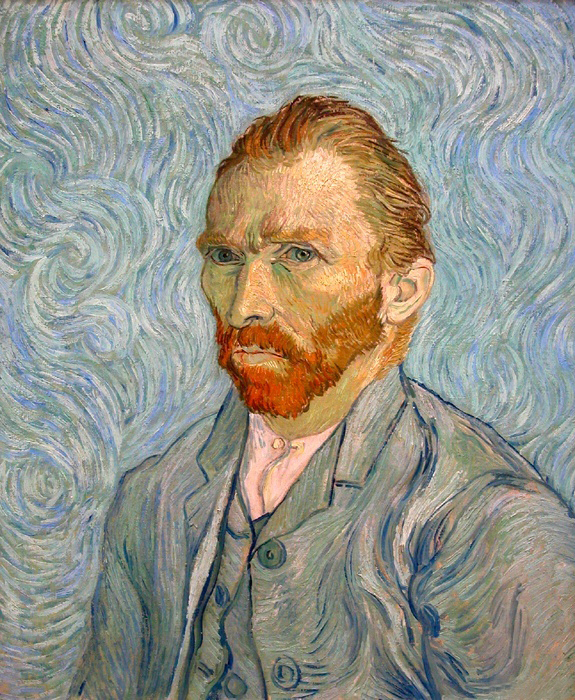
L'autoportrait de Vincent van Gogh datant de 1889, conservé au musée d'Orsay à Paris, est utilisé pour l'image finale du film et pour l'affiche.

Le projet du film est de faire revivre l'œuvre et la vie du peintre Vincent van Gogh en créant un film à partir de peintures animées. À cette fin, cent vingt tableaux sont choisis par la production ; les tableaux et toutes les animations qui en partent ou y aboutissent sont copiés par une équipe de soixante-huit peintres travaillant en studio à Gdańsk. Chaque seconde du film correspond à douze toiles différentes peintes à la main. Un procédé numérique est utilisé pour corriger les variations lumineuses et chromatiques entre chaque image.

### Scénario
La trame du film s'appuie aussi sur l'imposante correspondance de Van Gogh : plus de huit cents lettres ont été écrites par l'artiste. Elles permettent de retracer fidèlement cette dernière période de sa vie.

### Musique
La bande originale du film est composée par le compositeur de musiques de films britannique Clint Mansell. La chanson du générique de fin, Starry, Starry Night (écrite par Don McLean), est interprétée par Lianne La Havas.

### Production
Le film, produit par BreakThru Films (en), est doté d'un budget de quatre millions d'euros. Le budget définitif semble s'être élevé à 5 millions d'euros. La réalisatrice du film, également peintre, est Dorota Kobiela.

## Accueil

### Accueil critique
Le film reçoit un très bon accueil dans la presse anglophone : fin octobre 2017, le site agrégateur de critiques Rotten Tomatoes donnait au film une moyenne de 79 sur 100, fondée sur 82 critiques parues dans la presse anglophone. À la sortie du film en France, l'accueil dans la presse est bon, mais certaines critiques sont très tranchées dans un sens ou dans l'autre,,. Consulté fin octobre 2017, le site agrégateur de critiques Allociné confère au film une note de 3,5 sur une échelle de 5, sur la base de 18 critiques de presse.

### Box-office
Le film sort en salles aux États-Unis le 22 septembre 2017. Le premier week-end, il rapporte 23 180 dollars américains. Les recettes totales du film dans ce pays s'élèvent à un peu plus de 6 184 300 dollars, nombre qui équivaut à environ 692 000 entrées. En France, La Passion Van Gogh sort en salles le mercredi 11 octobre 2017. La première semaine, il est exploité dans 101 salles de cinéma et rassemble environ 25 120 entrées, dont environ 8 560 à Paris. Au cours de son exploitation en salles en France, il rassemble au total 101 132 entrées. En Italie, le film sort en salles le lundi 16 octobre 2017 et rassemble en tout 212 111 entrées. L'exploitation du film rapporte une somme totale équivalant à environ 28 254 300 dollars américains. Le film  couvre ainsi son budget et est très nettement rentable.

### Distinctions
- Festival international du film d'animation d'Annecy 2017 : Prix du public
- Golden Trailer Awards 2017 : Meilleur film d'animation étranger[14]
- Festival de Shanghai 2017 : Meilleur film d'animation
- Festival international du film de Vancouver 2017 : Film international le plus populaire ("Most Popular International Feature")[15].

## Bande originale
La bande originale du film, composée par Clint Mansell, est commercialisée en CD audio et en disque vinyle ainsi qu'au format numérique par Universal et Milan Music fin septembre 2017. La bande originale reçoit un très bon accueil critique. La critique du film dans The Telegraph indique que « la musique élégamment endeuillée de Clint Mansell joue un rôle important pour tisser le tout ensemble en une pièce de broderie sur laquelle vous avez envie de rester »,. Le site Soundtrack Geek la considère comme « la meilleure BO de Mansell depuis des années »,. Le site The Tempo House estime que c'est « une œuvre à la réelle résonance émotionnelle »,.